# Cyanopepla julia
Cyanopepla julia là một loài bướm đêm thuộc phân họ Arctiinae, họ Erebidae.